# Lista dzieł Rogiera van der Weydena

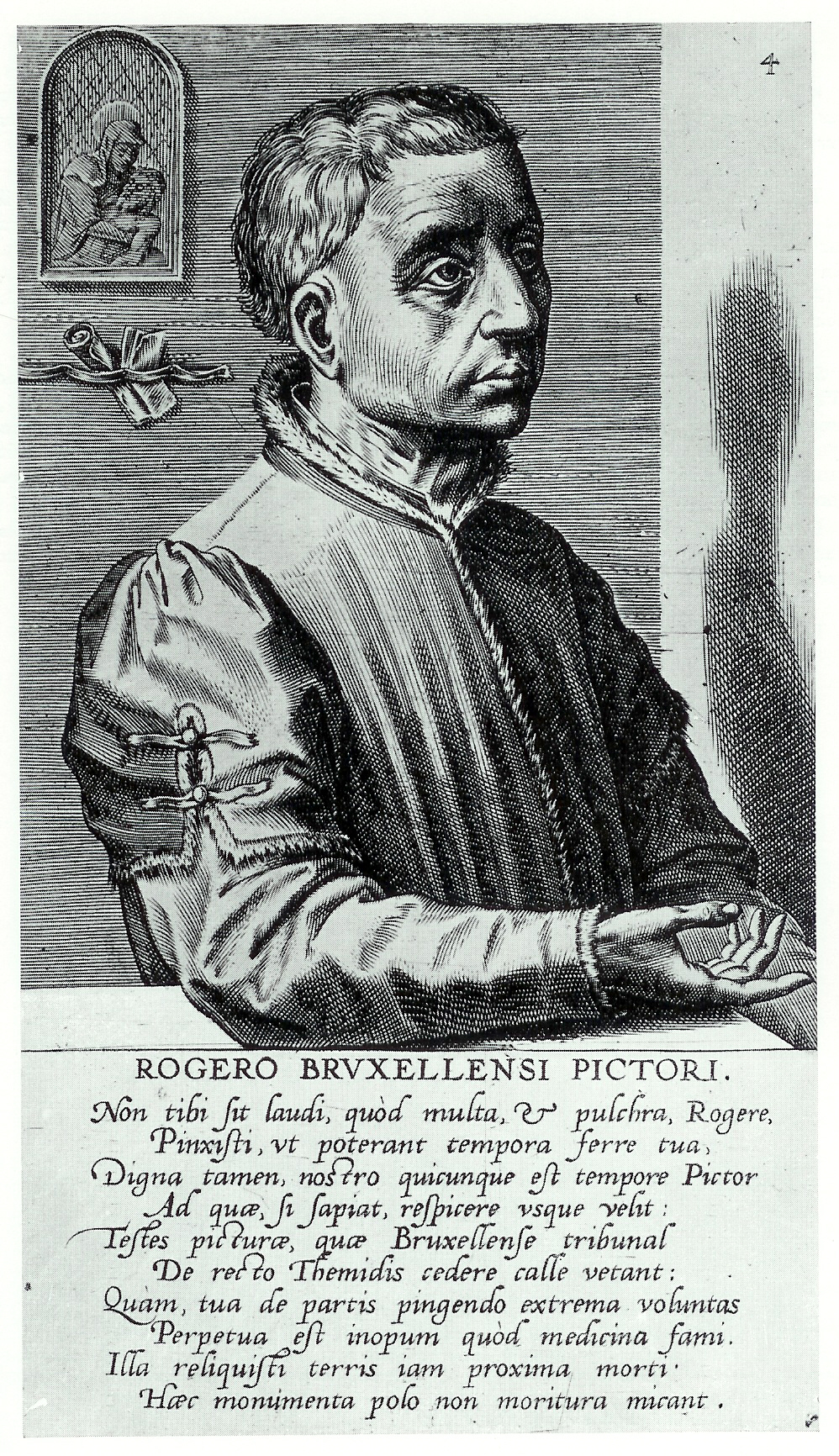
Rogier van der Weyden, grafika Cornelisa Corta, 1572

Lista dzieł Rogiera van der Weydena – lista dzieł przedstawiciela szkoły niderlandzkiej – Rogiera van der Weydena.
Dzieła Rogiera van der Weydena dzieli się na trzy podstawowe kategorie: malarstwo sakralne, malarstwo portretowe oraz miniatury. W zakresie malarstwa sakralnego należy uwzględnić malowane retabula ołtarzowe przeznaczone do kościołów i kaplic (Sąd Ostateczny, Zdjęcie z krzyża, Ołtarz Św. Kolumby) oraz obrazy i retabula mniejszego formatu służące prywatnej dewocji (Ołtarz Sforzów, Tryptyk rodziny Braque). W przypadku tryptyków Rogier van der Weyden nie ograniczył się do powszechnej w gotyku formuły ołtarza szafkowego z ruchomymi skrzydłami bocznymi, lecz także w oeuvre artysty były znane tryptyki składające się z trzech części ale wszystkie tworzące jednolitą całość (Tryptyk Św. Jana, Tryptyk Miraflores, Ołtarz Siedmiu Sakramentów). Ponadto artysta tworzył pojedyncze obrazy (Opłakiwanie, Madonna z Dzieciątkiem). W przypadku portretów oprócz pojedynczych portretów w ujęciu popiersiowym artysta tworzył dyptyki, zestawiając świecką postać z Maryją i Dzieciątkiem Jezus.

## Datowanie obrazów Rogiera
Tylko kilka dzieł Weydena, mających źródłowo-archiwalne potwierdzenia, można datować z dużą dokładnością. W trzech przypadkach: Zdjęcie z krzyża (wersja z Prado), Tryptyk z Miraflores, Ukrzyżowanie z kartuzji Scheut atrybucja malarza jest udokumentowana. W przypadku kilku dzieł czas powstania można ustalić na podstawie przesłanek historyczno-dokumentalnych oraz (z mniejszą dokładnością) badań dendrochronologicznych).

## Lista dzieł
| Lista dzieł Rogiera van der Weydena | |                       |                      |                                         |                                   |                                | | |         |
| Lp.                                 | Tytuł obrazu | Rok powstania         | Rok powstania        | Rok powstania                           | Rok powstania                     | Rok powstania                  | Rozmiar (cm) | Kolekcja | Grafika |
| Lp.                                 | Tytuł obrazu | Erwin Panofsky (1953) | Martin Davies (1972) | Dirk de Vos (1999)                      | Lorne Campbell (1994)             | Stephan Kemperdick (1999/2007) | Rozmiar (cm) | Kolekcja | Grafika |
| 1                                   | Maria tronująca w niszy | (1430-1432)           | (1430-1432)          | (1425-1430)                             | ok. 1440                          | (1430-1440)                    | 15,8 × 11,4 | Muzeum Thyssen-Bornemisza w Madrycie |         |
| 2                                   | Święty Jerzy walczący ze smokiem                                                                                           | (1430-1435)           | (1430-1435)          | (1425-1430)                             | ok. 1440                          | (1430-1440)                    | 15,2 × 11,8 | National Gallery of Art w Waszyngtonie |         |
| 3                                   | Madonna stojąca w niszy | 1430-1432             | 1430-1432            | 1430-1432                               | ok.1440                           | -                              | 18,9 × 12,1 | Muzeum Historii Sztuki w Wiedniu |         |
| 4                                   | Święta Katarzyna | 1432                  | 1432                 | 1430-1432                               | ok.1440                           | -                              | 18,8 × 12,1 | Muzeum Historii Sztuki |         |
| 5                                   | Nawiedzenie | 1432-1434             | 1432-1434            | 1435-1440                               | ok.1440                           | 1440-445                       | 57,5 × 36,2 | Museum für Bildenden Kunst w Lipsku |         |
| 6                                   | Tryptyk Zwiastowania | 1434-1435             | przed 1440           | zaraz po 1434                           | ok. 1440                          | 1434-1454                      | 86,3 × 92,3 89,4 × 36,7 | Luwr (część środkowa) Galleria Sabauda w Turynie (skrzydła) |         |
| 7                                   | Św. Łukasz rysujący portret Madonny                                                                                        | 1434-1535             | 1435-1440            | 1435-1436                               | 1432-1442                         | 1435-1440                      | 137,7 × 110,8 | Museum of Fine Arts w Bostonie |         |
| 8                                   | Zdjęcie z krzyża | 1434-1435             | przed 1443           | 1430-1435                               | przed 1443                        | 1435-1440                      | 220,5 × 259,5 | Muzeum Prado w Madrycie |         |
| 9                                   | Maria z Dzieciątkiem i świętymi Czytająca Maria Magdalena                                                                  | ok. 1436-1437         | po 1438              | 1445                                    | 1432-1442                         | 1438-1454                      | 62,2 × 54,4 | National Gallery w Londynie Museu Calouste Gulbenkian w Lizbonie |         |
| 10                                  | Madonna Durán | 1436-1437             | 1436-1437            | 1432-1435                               | 1432-1442                         | 1440                           | 100 × 52 | Muzeum Prado |         |
| 11                                  | Tryptyk z Miraflores | 1437-1438             | przed 1445           |                                         |                                   |                                | 63,5 × 38,1 (63,5 × 114 razem) | Capilla Real (Kaplica Królewska) katedry w Granadzie (tablice Adoracja Dzieciątka i Opłakiwanie) Metropolitan Museum of Art w Nowym Jorku (Chrystus pojawiający się Marii) |         |
| 12                                  | Tryptyk z Miraflores | 1437-1438             | przed 1445           | 1442-1445                               | 1432-1442                         | 1440/1442-1445                 | 74 × 44,5 (74 × 133,5 razem) | Gemäldegalerie w Berlinie |         |
| 13                                  | Tryptyk Ukrzyżowania | 1440                  | 1440                 | 1443-1445                               | 1432-1442                         | 1445-1447                      | 96 × 69 (tablica środkowa), 101 × 139 (skrzydła) | Muzeum Historii Sztuki |         |
| 14                                  | Sąd Ostateczny | 1445-1451             | 1443-1452            | 1443-1451                               | 1443-1451                         | 1450-1451                      | 220 × 109 (tablica środkowa); 137,5 × 82 (tablice skrzydeł dolne wewnętrzne), 137,5 × 54,5 (dolne skrajne); 74,5 × 54,5 (górne); 220 × 547,6 (całość) | Hôtel-Dieu w Beaune |         |
| 15                                  | Jean Wauquelin przekazuje księciu Filipowi Dobremu księgę Kronik Haiaut (miniatura dedykacyjna w Chroniques de Hainaut)    | 1446                  | 1446                 | 1447                                    | -                                 | 1448                           | 42,3 × 28,8 (karta) 14,8 × 19,7 (pole miniatury) | Biblioteka Królewska Belgii w Brukseli |         |
| 16                                  | Złożenie do grobu | 1450                  | 1449-1450            | 1463-1464                               | 1445                              | 1460                           | 111 × 96 | Galeria Uffizi we Florencji, |         |
| 17                                  | Madonna Medici | 1450                  | 1449-1450            | -                                       | po 1450                           | 1460                           | 61,7 × 46,1 | Städel Museum we Frankfurcie nad Menem |         |
| 18                                  | Tryptyk Braque | 1451-1452             | 1452-1453            | 1452-1453                               | 1452                              | 1452                           | 41 × 69 (tablica środkowa) 41 × 34 (skrzydła) | Luwr |         |
| 19                                  | Tryptyk Bladelina | 1452-1455             | 1444                 | 1445-1448                               | 1432-1442                         | 1445-1448                      | 93,5 × 92 (tablica środkowa) 93,3 × 41,7 (skrzydło lewe); 93,5 × 41,2 (skrzydł0 prawe)                                                                | Gemäldegalerie |         |
| 20                                  | Ołtarz św. Jana Chrzciciela                                                                                                | 1452-1455             | 1451-1453            | 1453-1455                               | 1450-1455                         | 1455-1460                      | 77 × 48 (trzy tablice) | Gemäldegalerie |         |
| 21                                  | Tryptyk Siedmiu Sakramentów                                                                                                | 1452-1455             | 1451-1456            | 1440-1445                               | 1440-1445                         | 1445-1450                      | 204 × 99 (tablica środkowa) 122,8 × 65,7 (skrzydła)                                                                                                   | Królewskie Muzeum Sztuk Pięknych w Antwerpii |         |
| 22                                  | Ukrzyżowanie z Marią i św. Janem pod krzyżem                                                                               | 1455-1460             | 1455-1460            | 1463-1464                               | 1464                              | -                              | dwie tablice:180,3 × 92,6 (lewa); 180,3 × 92,3 (prawa)                                                                                                | Museum of Fine Arts w Bostonie |         |
| 23                                  | Tryptyk św. Kolumby | 1458-1459             | 1460-1460            | 1450-1456                               | 1451-1459                         | 1455                           | 139,5 × 152,0 (tablica środkowa); 139,4 × 72,9 (skrzydła)                                                                                             | Stara Pinakoteka w Monachium |         |
| 24                                  | Opłakiwanie ze świętymi i donatorem                                                                                        | 1460                  | 1462                 |                                         | niedatowane                       | 1460-1480                      | 80,6 × 130,1 | Mauritshuis w Hadze |         |
| 25                                  | Ukrzyżowanie z kartuzji Scheut                                                                                             | 1462                  | 1454-1464            | 1454-1455                               | po 1454                           | ok. 1460                       | 325 x 192 | Escorial |         |
| 26                                  | Dyptyk Jeana Grosa | niedatowany           | niedatowany          | 1455-1460                               | po 1450                           | 1450-1460                      | 38,7 × 28,5 (Madonna); 38,5 × 28,8 (portret) | Musée des beaux-arts w Tournai Art Institute of Chicago |         |
| 27                                  | Dyptyk Jeana de Froimonta                                                                                                  | 1460                  | 1460                 | 1463-1464                               | po 1464                           | 1460-1475                      | 51,5 × 33,5 (Madonna); 51,1 × 33,2 (portret) | Musée des beaux-arts w Caen Królewskie Muzea Sztuk Pięknych w Brukseli |         |
| 28                                  | Dyptyk Philippe’a de Croÿa                                                                                                 | brak datowania        | brak datowania       | 1460 (portret) 1460-1464 (Madonna)      | przed 1461                        | ok. 1460                       | 50,8 × 33 (wizerunek Madonny) 51 × 33,6 (portret Croÿa)                                                                                               | Madonna - Huntington Library w San Marino (Stany Zjednoczone) Portret Philippe’a de Croÿ - Królewskie Muzeum Sztuk Pięknych w Antwerpii                                    |         |
| 29                                  | Grupa Opłakiwań Opłakiwanie (Londyn) Opłakiwanie (Bruksela) Opłakiwanie (Madryt) Opłakiwanie (Berlin - wersja warsztatowa) | 1445-1450             | 1445-1450            | brak datowania 1450-1464 brak datowania | brak datowania - warsztat Rogiera |                                | 37 × 46,7 (Londyn) 32,5 × 47,2 (Bruksela) 47 × 4,5 (Madryt) 45 × 33 (Berlin)                                                                          | National Gallery Królewskie Muzea Sztuk Pięknych Prado Gemäldegalerie |         |

## Dzieła niewymienione w katalogach przed 1990 rokiem
| Dzieła nie wymienione w katalogach przed 1990 rokiem |                           |                    |                        |                                |                               |                               |         |
| Lp.                                                  | Tytuł obrazu              | Rok powstania      | Rok powstania          | Rok powstania                  | Rozmiar (cm)                  | Kolekcja                      | Grafika |
| Lp.                                                  | Tytuł obrazu              | Dirk de Vos (1999) | Lorne Campbell (1994)  | Stephan Kemperdick (1999/2007) | Rozmiar (cm)                  | Kolekcja                      | Grafika |
| 30                                                   | Ukrzyżowanie              | 1425-1430          |                        | 1440-1445                      | 79,3 × 49,4                   | Gemäldegalerie                |         |
| 31                                                   | Św. Małgorzata i Apolonia | 1445-1455          |                        | 1445-1448                      | 60,5 × 36 (skrzydło tryptyku) | Gemäldegalerie                |         |
| 32                                                   | Madonna z dzieciątkiem    | 1461-1462          | 1460                   |                                | 31,8 × 22,7                   | Museum of Fine Arts w Houston |         |
| 33                                                   | Portret Karola Śmiałego   | 1461-1462          | brak datowania - kopia | 1460                           | 50,9 × 33,6                   | Gemäldegalerie                |         |
| 34                                                   | Portret młodzieńca        | -                  | do 1464                | 1460                           | 19 × 14,5                     | Upton House                   |         |

## Portrety
| Portrety |                                                        |                       |                      |                    |                       |                                |              |                                 |         |
| Lp.      | Tytuł obrazu                                           | Rok powstania         | Rok powstania        | Rok powstania      | Rok powstania         | Rok powstania                  | Rozmiar (cm) | Kolekcja                        | Grafika |
| Lp.      | Tytuł obrazu                                           | Erwin Panofsky (1953) | Martin Davies (1972) | Dirk de Vos (1999) | Lorne Campbell (1994) | Stephan Kemperdick (1999/2007) | Rozmiar (cm) | Kolekcja                        | Grafika |
| 35       | Portret modlącego się mężczyzny                        | 1430-1435             | 1430-1435            |                    |                       |                                | 31,8 × 23,2  | Metropolitan Museum of Art      |         |
| 36       | Portret kobiety w białym czepcu                        | 1435                  | 1435                 | 1432-1435          | wczesny               | 144-1445                       | 49,1 × 33    | Gemäldegalerie                  |         |
| 37       | Francesco d’Este                                       | 1444-1475             | 1450-1460            | 1455-1460          | lata pięćdziesiąte    | ok. 1460                       | 29,8 × 20,4  | Metropolitan Museum of Art      |         |
| 38       | Portret mężczyzny                                      | 1455                  | 1455                 | 1450-1455          | lata pięćdziesiąte    | 1455-1460                      | 32 × 22,8    | Muzeum Thyssen-Bornemisza       |         |
| 39       | Mężczyzna ze strzałą Antoni, Wielki Bastard Burgundzki | 1456-1464             | 1460                 | 1461-1462          | po 1456               | po 1460                        | 38,4 × 28    | Królewskie Muzea Sztuk Pięknych |         |
| 40       | Portret kobiety                                        | 1460                  | 1460                 |                    | po 1466               |                                | 38,6 × 29,2  | National Gallery w Londynie     |         |
| 41       | Portret damy                                           | 1464                  | 1464                 | 1463-1464          | lata sześćdziesiąte   | ok. 1460                       | 37 × 27      | National Gallery of Art         |         |

## Dzieła zaginione, znane z powtórzeń i kopii
| Dzieła zaginione, znane z powtórzeń lub kopii | |                       |                      |                                                     |                       |                                                     |              | |         |
| Lp.                                           | Tytuł obrazu                                                                                                   | Rok powstania         | Rok powstania        | Rok powstania                                       | Rok powstania         | Rok powstania                                       | Rozmiar (cm) | Kolekcja                                                                                                   | Grafika |
| Lp.                                           | Tytuł obrazu                                                                                                   | Erwin Panofsky (1953) | Martin Davies (1972) | Dirk de Vos (1999)                                  | Lorne Campbell (1994) | Stephan Kemperdick (1999/2007)                      | Rozmiar (cm) | Kolekcja                                                                                                   | Grafika |
| 42                                            | Sprawiedliwość Trajana i Sprawiedliwość Herkinbalda                                                            | -                     | -                    | 1439-1441 (I tab.); 1439-1444; 1445-1446; 1447-1448 | -                     | 1435-1439 (I tab.); 1435-1441; po 1435 (tab.III-IV) |              | cykl czterech tablic z ratuszu brukselskiego                                                               |         |
| 43                                            | Ołtarz z Batalha (Madonna z Dzieciątkiem adorowana przez Filipa Dobrego, jego syna i żonę Izabelę Portugalską) | -                     | -                    | 1448-1449                                           | -                     | -                                                   |              | znany z XVIII-wiecznego rysunku z Museu Nacional de Arte Antiga w Lizbonie                                 |         |
| 44                                            | Portret Filipa Dobrego (bez chaperonu)                                                                         | -                     | -                    | brak datowania                                      | brak datowania        | -                                                   | -            | trzy kopie: w madryckim Pałacu Królewskim; w Królewskim Muzeum Sztuk Pięknych w Gemäldegalerie w Berlinie; |         |
| 45                                            | Portret Izabeli Portugalskiej pendant do Portret Filipa Dobrego (bez chaperonu)                                | -                     | -                    | ok. 1445                                            | brak datowania        | przed 1451                                          | 46 × 36,2    | replika z roku 1500 w J. Paul Getty Museum w Los Angeles                                                   |         |
| 46                                            | Filip Dobry w charperonie                                                                                      | -                     | -                    | po 1450                                             | -                     | -                                                   | 29,6 × 21,3  | kopie w Musée des beaux-arts w Dijon i w Windsorze                                                         |         |

## Dzieła o wątpliwej atrybucji, warsztat Rogiera van der Weydena i jego naśladowcy
| Dzieła o wątpliwej atrybucji, warsztat Rogiera van der Weydena i naśladowcy | |                       |                      |                    |                       |                                     |                                                                                       |                                                                 |         |
| Lp.                                                                         | Tytuł obrazu                                                                                       | Rok powstania         | Rok powstania        | Rok powstania      | Rok powstania         | Rok powstania                       | Rozmiar (cm)                                                                          | Kolekcja                                                        | Grafika |
| Lp.                                                                         | Tytuł obrazu                                                                                       | Erwin Panofsky (1953) | Martin Davies (1972) | Dirk de Vos (1999) | Lorne Campbell (1994) | Stephan Kemperdick                  | Rozmiar (cm)                                                                          | Kolekcja                                                        | Grafika |
| 47                                                                          | Portret otyłego mężczyzny                                                                          | -                     | -                    | brak datowania     | -                     | -                                   |                                                                                       | kopia według obrazu Roberta Campina w Muzeum Thyssen-Bornemisza |         |
| 48                                                                          | Tryptyk Abegg                                                                                      | -                     | -                    | -                  | -                     | 1440-1447                           | 102 × 70 cm                                                                           | Riggisberg                                                      |         |
| 48                                                                          | dyptyk Madonna (nieznana) i Portret Jana I, księcia Kliwii                                         | -                     | -                    | 1459-1460          | po 1451               | -                                   |                                                                                       | Luwr                                                            |         |
| 49                                                                          | Sen papieża Sergiusza i Ekshumacja św. Huberta                                                     | -                     | -                    | -                  | ok. 1440              | 1437-1440 1439-1454 (warsztat)      | 90 × 81,6 89,9 × 81,2 (warsztat)                                                      | J. Paul Getty Museum National Gallery                           |         |
| 50                                                                          | Tryptyk Alessandra Sforzy (Tryptyk Ukrzyżowania)                                                   | -                     | -                    | -                  | ok. 1445 (warsztat)   | 1445-1460 (warsztat lub naśladowca) | 60,5 × 51,6 (tablica środkowa) 60,5 × 25,8 (skrzydło lewe) 53,7 × 19 (skrzydło prawe) | Królewskie Muzea Sztuk Pięknych                                 |         |
| 51                                                                          | Tryptyk z donatorem i ze św. Janem Chcicielem i św. Barbara (skrzydła Ołtarza Heinricha von Werla) | -                     | -                    | -                  | -                     | 1438                                | 101 × 47                                                                              | Prado                                                           |         |
| 52                                                                          | Portret mężczyzny z książką (Guillaume de Fillastre)                                               | -                     | -                    | -                  | -                     | 1440-1450                           | 44,5 × 34,1                                                                           | Courtauld Institute Gallery                                     |         |
| 53                                                                          | Czytający młody mężczyzna                                                                          | -                     | -                    | -                  | -                     | 1450-1452                           | 47 × 37,1                                                                             | National Gallery                                                |         |
| 54                                                                          | Św. Hieronim z lwem                                                                                | -                     | -                    | -                  | -                     | 1460 (warsztat)                     |                                                                                       | Detroit Institute of Arts                                       |         |